# Mundhaarmonika
Mundhaarmonika (* 4. Dezember 1982 in Augsburg; bürgerlich Simon Lechner) ist ein deutscher Rapper aus München.

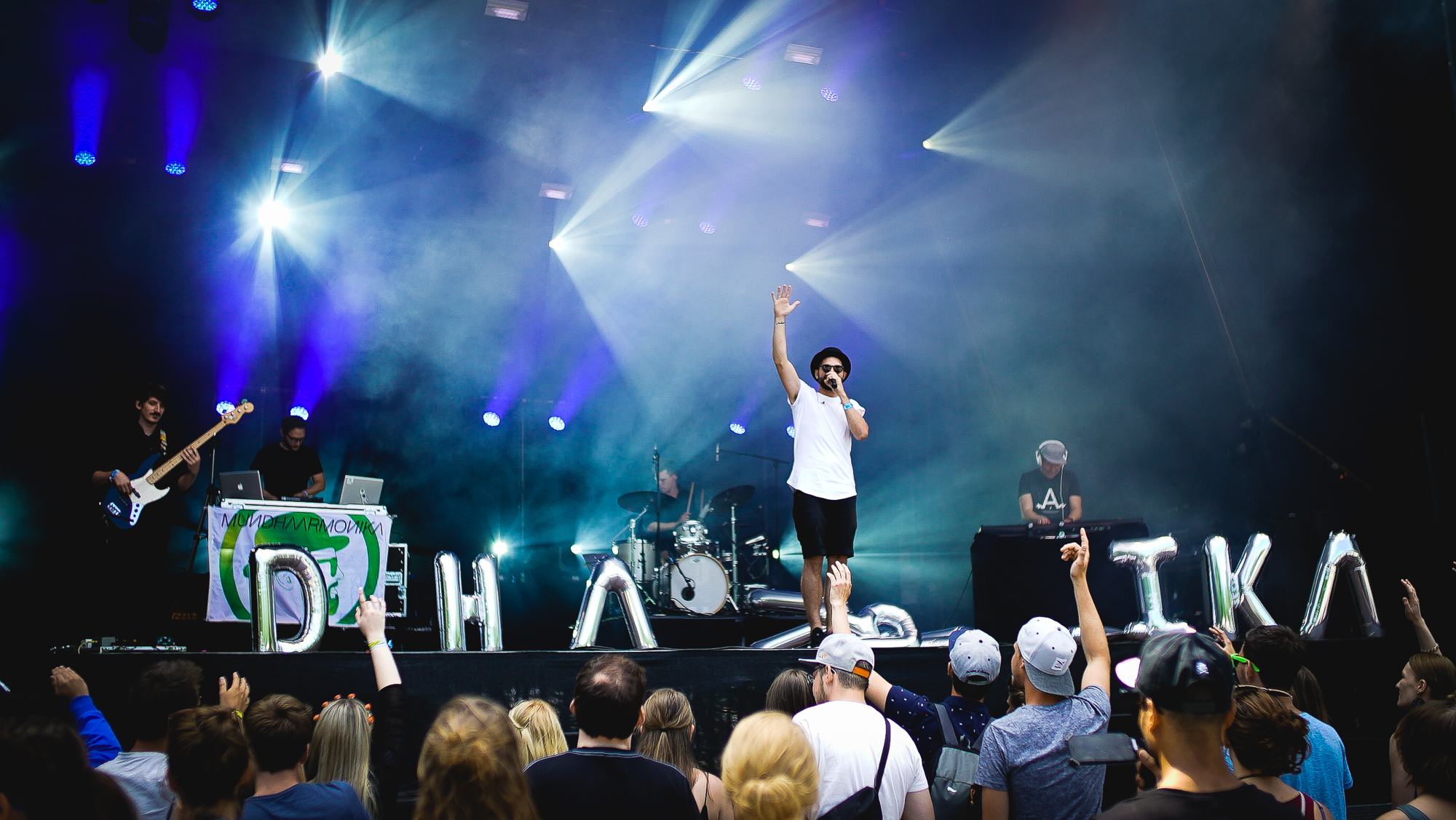
Mundhaarmonika auf dem Modular Festival 2017

## Karriere
Mundhaarmonika wuchs in Augsburg auf und fing dort an, eigene Songs zu schreiben und erste Musikvideos zu drehen. 2014 zog er nach München, um seine musikalische Karriere weiter zu verfolgen, und lernte seinen heutigen Produzenten Andreas Begert kennen, der zu der Zeit noch an der Hochschule für Musik und Theater in München studierte. Er entschloss sich, das Team um ihn herum auszubauen, und holte sich nach und nach die damaligen Musikstudenten Felix Renner (Bass), Thomas Nemeth (Schlagzeug), Joachim Langmann (Saxophon), Matthias Kieslich (Live-Ton), Sebastian Palzhoff (Ton) und Temren Demirbolat (Management) dazu. Im Jahr 2014 veröffentlichte Mundhaarmonika seine erste EP What`s Rap und gewann im gleichen Jahr den Münchner Sparkassen Bandcontest „Die Band unserer Stadt 2014“.
In der Folge spielte Mundhaarmonika 2015 seine erste große Show vor 18.000 Menschen auf dem Oben Ohne Open Air, unter anderem im Vorprogramm der 257ers und Kontra K. Im darauf folgenden Jahr veröffentlichte er die Single Schweben, welche zahlreiche Airplays unter anderem im Programm von Matuschke auf Bayern 3 zur Folge hatte. Zeitgleich wurde der Song von der Münchener TZ neben Titeln von der Spider Murphy Gang und Moop Mama zu einem der 13 Songs mit dem größten Münchner Lebensgefühl ausgezeichnet.
2016 zog sich die Band für Aufnahmen des ersten Studioalbums zurück. Mitte des Jahres wurde im Vorfeld der Albumveröffentlichung die Single Farbfilm ausgekoppelt. Im Laufe der Produktion trennte sich Mundhaarmonika von den Mitgliedern Thomas Nemeth, Joachim Langmann, Felix Renner und Sebastian Palzhoff. Gleichzeitig holte er sich mit Marcel Chylla einen Videoproduzenten und mit Vincent Crusius einen neuen Schlagzeuger ins Team.
Im Dezember 2016 veröffentlichte Mundhaarmonika sein erstes Studioalbum, Raptestdummy, und spielte in den darauf folgenden zwei Jahren auf zahlreichen Festivals in Deutschland.
Im Oktober 2018 kündigte Mundhaarmonika die Veröffentlichung seines zweiten Albums an, das am 15. Februar 2019 erscheinen soll. Zeitgleich veröffentlichte er die Singles Heimat und Bilderbuch.

## Diskografie
Alben
- 2015: Whatslive
- 2016: Raptestdummy
- 2019: Hooks

EPs
- 2014: What’s Rap

Singles
- 2015: Schweben
- 2016: Farbfilm
- 2018: Heimat
- 2018: Bilderbuch